# Addington (Nouvelle-Zélande)
Pour les articles homonymes, voir Addington.
Addington est une importante banlieue de la ville de Christchurch dans l’Île du Sud en Nouvelle-Zélande.

## Situation
La ville est située à 2,5 km au sud-ouest du centre ville de la cité de Christchurch.

## Nom
La banlieue fut nommée car c’était la résidence de campagne de l’évêque John Sumner (en), un leader de la Association de Canterbury (en).

## Caractères
Comme banlieue de l’intérieur de la ville, elle est formée d’une série de propriétés mélangeant des bâtiments résidentiels, des commerces et des installations d’industrie légère. La banlieue est le siège du Horncastle Arena (en) et est aussi proche de nombreux autres installations sportives, et notamment Hagley Park (en) vers le nord.
C’est aussi le siège de l’un des principaux terrains de courses de chevaux de Christchurch nommé Addington Raceway (en).

## Activités Economiques
L' ateliers ferroviaires d'Addington (en) du département des chemins de fer de Nouvelle-Zélande (en) était situé là jusqu’à sa fermeture en 1980;
Le château d’eau historique en béton persiste, près de la nouvelle station de gare de Christchurch (en).
L’ancienne station du chemin de fer est localisée sur « Moorhouse Avenue » dans les environs de la banlieue de Sydenham.
La nouvelle station d’Addington a ouvert en 1994, accueillant maintenant la ligne du TranzAlpine (en), qui prend en charge des touristes pour un voyage de 231 km allant d’une « côte-à-l’autre »,c'est-à-dire de la cité de Christchurch à la ville de Greymouth et est considéré comme un des trains les plus spectaculaires du monde, et aussi le Coastal Pacific (en),train qui permet un voyage de 348 km vers la ville de Picton.
Addington est le siège de la plus ancienne entreprise industrielle de l'Hémisphère Sud jusqu’à ce qu’elle soit démolie après avoir subi les dommages du séisme de février 2011 de Christchurch. La démolition de l’installation a donné lieu à certaines controverses car l’usine, une scierie, avait été prévue pour rester en état en attendant de sauver les troncs de pins d’Orégon d’une valeur supérieure à 600 000 $.

## Bâtiments Historiques

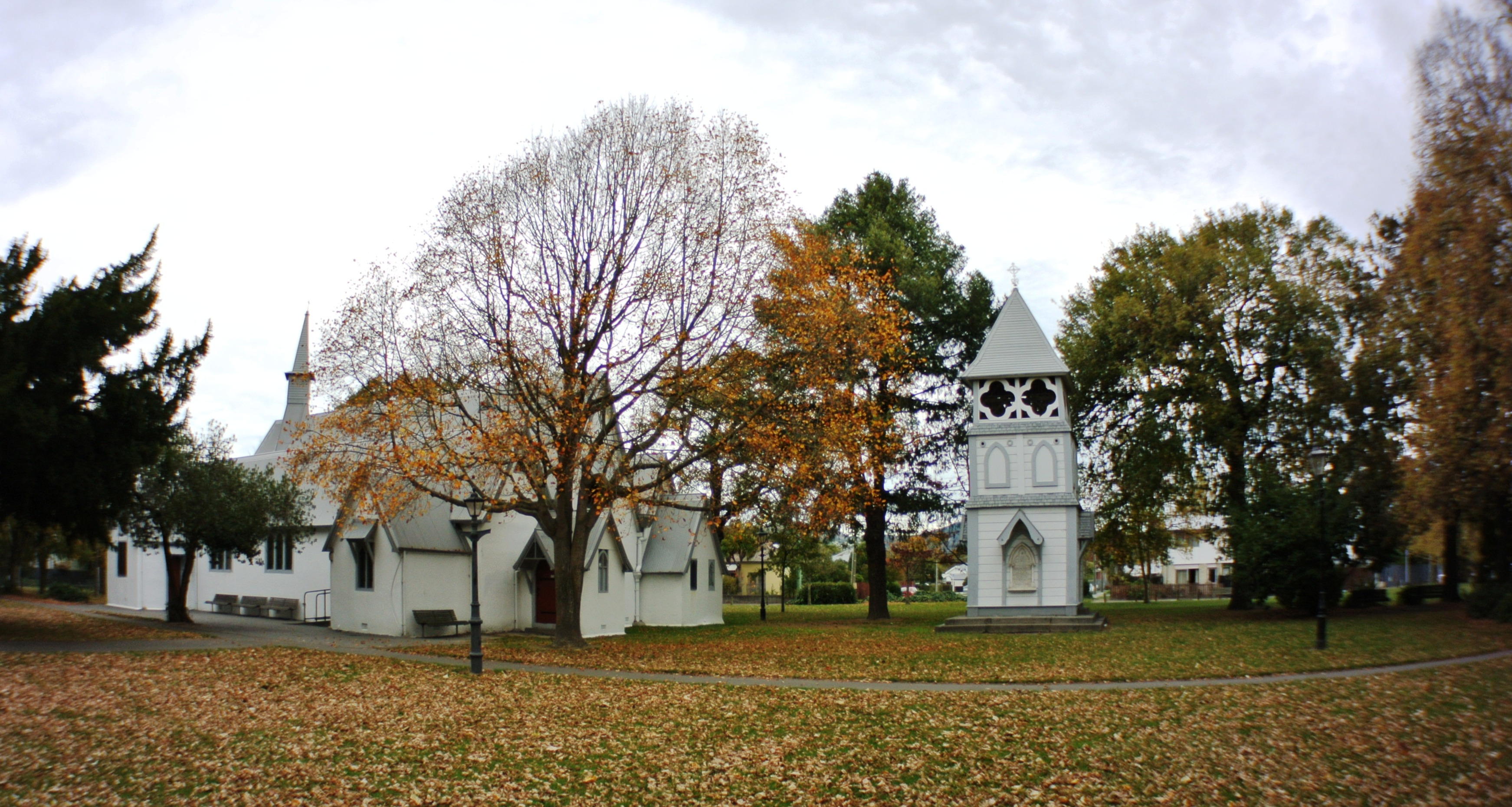
Eglise anglicane St Mary

Au Centre de la zone résidentielle d’Addington, on trouve l’église :St Mary's Church d'Addington dans Christchurch, qui est un bâtiment historique entouré par de vastes terrains et les arbres du square de l’église (Church Square). Le terrain a été utilisé par la commune pour des galas, des cours de ‘pancake’, des foires et mariages. Le bâtiment et la zone voisine sont enregistrés par le New Zealand Historic Places Trust comme une zone historique, avec le numéro d’enregistrement 7516.
Le Court Theatre (en), dont le bâtiment fut endommagé par le tremblement de terre puis relocalisé à "The Shed" et a commencé à refonctionner le 10 décembre 2011.
Le ‘Cottage Manuka’ est une maison communale, qui sert pour les intérêts et les besoins d’une grande variété de personnes. Les activités comprennent des groupes de mères, de femmes de jour, d’artisanat et des groupes de joueurs de cartes, des repas de communauté, des activités en réseau d’ordinateurs, des groupes de jeux. La communauté fait aussi fonctionner une Time banking (en), une banque d’échange de temps sous forme de troc, qui a commencé à fonctionner en 2012. Le cottage Manuka est aussi utilisé par les groupes locaux.